# Цистеин
Цистеи́н (α-амино-β-тиопропионовая кислота; 2-амино-3-меркаптопропановая кислота) — алифатическая серосодержащая аминокислота. Оптически активна, существует в виде L- и D- изомеров. L-Цистеин входит в состав белков и пептидов, играет важную роль в процессах формирования тканей кожи. Имеет значение для дезинтоксикационных процессов.

## Содержание в организме
Цистеин входит в состав α-кератинов, основного белка ногтей, кожи и волос. Он способствует формированию коллагена и улучшает эластичность и текстуру кожи. Цистеин входит в состав и других белков организма, в том числе некоторых пищеварительных ферментов.

## Биологические функции
Цистеин — заменимая аминокислота. Он может синтезироваться в организме млекопитающих из серина с участием метионина как источника серы, а также АТФ и витамина В6. В некоторых микроорганизмах источником серы для синтеза цистеина может быть сероводород. Цистеин способствует пищеварению, участвуя в процессах переаминирования. Способствует обезвреживанию некоторых токсических веществ и защищает организм от повреждающего действия радиации. Один из самых мощных антиоксидантов, при этом его антиоксидантное действие усиливается при одновременном приеме витамина C и селена. Цистеин является предшественником глутатиона — вещества, оказывающего защитное действие на клетки печени и головного мозга от повреждения алкоголем, некоторыми лекарственными препаратами и токсическими веществами, содержащимися в сигаретном дыме.

## Содержание в продуктах питания
Содержится в продуктах питания с высоким уровнем белка, в том числе:
| Продукты                       | Белок    | Цистеин | Ц/Б   |
| ------------------------------ | -------- | ------- | ----- |
| Сырая свинина                  | 20,95 г  | 242 мг  | 1,2 % |
| Сырое куриное филе             | 21,23 г  | 222 мг  | 1,0 % |
| Сырое филе лосося              | 20,42 г  | 219 мг  | 1,1 % |
| Куриное яйцо                   | 12,57 г  | 272 мг  | 2,2 % |
| Коровье молоко, 3,7 % жирности | 0 3,28 г | 0 30 мг | 0,9 % |
| Семечки подсолнечника          | 20,78 г  | 451 мг  | 2,2 % |
| Грецкие орехи                  | 15,23 г  | 208 мг  | 1,4 % |
| Мука пшеницы г/п               | 13,70 г  | 317 мг  | 2,3 % |
| Кукурузная мука                | 0 6,93 г | 125 мг  | 1,8 % |
| Неочищенный рис                | 0 7,94 г | 0 96 мг | 1,2 % |
| Соя сухая                      | 36,49 г  | 655 мг  | 1,8 % |
| Горох цельный, лущенный        | 24,55 г  | 373 мг  | 1,5 % |

Также некоторое количество цистеина содержится в красном перце, чесноке, луке, брюссельской капусте, брокколи.

## Получение
Современные методы промышленного получения L-цистеина — гидролиз кератинсодержащего сырья животного происхождения (перо птицы и другое) и микробиологическим путём. Гидролиз кератинсодержащего сырья проводится 20%-й соляной кислотой, выход цистеина составляет до 100 кг на тонну сырья.
Рацемический цистеин может быть получен стандартными методами синтеза — например, алкилированием фталимидомалонового эфира хлорметил(бензил)сульфидом с дальнейшим гидролизом продукта алкилирования до S-бензилцистеина и его восстановлением в цистеин.

## Применение
Цистеин растворяется лучше, чем цистин, и быстрее утилизируется в организме, поэтому его чаще используют в комплексном лечении различных заболеваний.
Дополнительный прием цистеина необходим при ревматоидном артрите, заболеваниях артерий, раке. Он ускоряет выздоровление после операций, ожогов, связывает тяжелые металлы и растворимое железо. Эта аминокислота также ускоряет сжигание жиров и образование мышечной ткани. L-цистеин обладает способностью разрушать слизь в дыхательных путях, благодаря этому его часто применяют при бронхитах и эмфиземе легких. Он ускоряет процессы выздоровления при заболеваниях органов дыхания и играет важную роль в активизации лейкоцитов и лимфоцитов.
При цистинурии, редком генетическом состоянии, приводящем к образованию цистиновых камней, принимать цистеин нельзя.
Цистеин также обладает радиопротекторными свойствами. Опыты X. Патта в середине XX века показали, что введение цистеина за 10 мин до облучения защищало крыс от неминуемой гибели (то есть действия радиации в «минимальной абсолютно летальной дозе»).
L-цистеин зарегистрирован в качестве пищевой добавки E920 (L-цистин — E921).

### На русском языке
- On the hydrophobic nature of cysteine.
- 952-10-3056-9 Interaction of alcohol and smoking in the pathogenesis of upper digestive tract cancers — possible chemoprevention with cysteine